# Erland von den Färöern

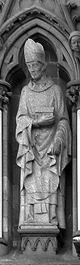
Statue von Bischof Erlendur in der Westfassade des Nidarosdoms

Erland von den Färöern (aus Bergen; † 13. Juni 1308 ebenda; färöisch Erlendur, norwegisch Erlend) war 1269 bis 1308 Bischof in Kirkjubøur, Färöer.
Erlendur war Lehrer und Domherr in Bergen, als er im Januar 1269 zum Bischof der Färöer geweiht wurde. Er spielte nicht nur in kirchlicher, sondern auch in politischer Hinsicht eine bedeutende Rolle auf den Färöern und in Norwegen. Er war beispielsweise einer der sieben Bischöfe, welche die Krönung und Vereidigung von Erik Magnusson am 25. Juli 1280 in Bergen überwachten.
Erlendur hatte seinen Sitz im alten Bauernhof Kirkjubøargarður und ließ nebenan die Magnuskathedrale bauen. 1298 schrieb er zusammen mit Lagmann Sigurd von Shetland im Auftrag von Herzog Håkon Magnusson das älteste bekannte Dokument der Färöer, den Schafsbrief.
Möglicherweise war Erlendur auch bei Håkon Magnussons Krönung zum König Håkon V. am 1. November 1299 in Nidaros, doch darüber existieren keine Dokumente. Erst am 5. Dezember 1305 taucht Erlendur wieder auf als Beistand bei der Weihe des Domherren Arne Sigurdsson zum Bischof von Bergen. An dieser Zeremonie nahm auch König Håkon teil. Erlends Position kommt auch dadurch zum Ausdruck, dass er einer der sechzehn Geistlichen war, die am 10. Dezember 1305 einen Erlass des Königs gegenzeichneten, in dem dieser unter anderem seiner Gemahlin Eufemia von Rügen die Insel Bygdøy bei Oslo schenkte. Danach taucht er noch in weiteren Dokumenten prominenter Zeitgenossen auf.
Später verschlechterte sich das Verhältnis von Bischof Erlendur zu König Håkon, indem gegenseitig schwere Vorwürfe erhoben wurden. Insbesondere wurde ihm vorgeworfen, auf den Färöern alle Steuern und den ganzen Grund und Boden einzuziehen. Letztlich scheint Erlendur (und mit ihm die Kirche) erfolgreich gewesen zu sein, denn nie zuvor besaß die Kirche auf den Färöern so viel Macht und Land – doch die Färinger begehrten auf. Die Legende sagt, dass Erlendur bei einem Kampf in der Domkirche zu Kirkjubøur getötet wurde, als in einer Art Bürgerkrieg die Bewohner des Nordens der Färöer, auf deren Seite er stand, denen des Südens unterlegen waren. Sehr viel wahrscheinlicher ist aber, dass er die Färöer verlassen musste wegen seiner wachsenden Unbeliebtheit als gieriger Steuereintreiber.
Ein Brief seines Freundes Bischof Arne von Bergen vom 22. Juni 1308 an dessen Kollegen auf Skåholt (Island) und Grönland deutet darauf hin, dass Erlendur am 13. Juni 1308 keineswegs in Kirkjubøur starb, sondern wahrscheinlich in Bergen. Nach Erlends Tod gab es die nächsten vier bis fünf Jahre keinen Bischof auf den Färöern, weil sich Arne von Bergen und Erzbischof Jørund von Nidaros nicht auf einen Nachfolger einigen konnten. Am Ende setzte sich Jørunds Vorschlag nach Einschaltung von Erzbischof Nikolaus von Uppsala durch, und Lodin von Borgund wurde Bischof der Färöer.
Angeblich ist Erlendur in Kirkjubøur begraben. 1420 soll der färöische Bischof Jon der Deutsche Erlends Leiche exhumiert haben, weil es Anzeichen dafür gab, dass er heiliggesprochen werden sollte. Angeblich wurde ein Runenstein gefunden, der in lateinischer Sprache eine Lobpreisung auf Erlendur gewesen sein soll und davon berichtete, dass seine Domkirche niederbrannte, weswegen er sie in Stein wieder aufbauen ließ (den Magnusdom).
Eine Skulptur von Erlendur steht in der Westfront des Nidarosdoms in Trondheim, Norwegen.